# Воронезька губернія
51°40′00″ пн. ш. 39°13′00″ сх. д. / 51.6667° пн. ш. 39.2167° сх. д.
Воронізька губернія — адміністративна одиниця Російської імперії. Губернський центр — місто Воронеж. Значну частку населення губернії становили українці.

## Історія

### Воронізька губернія (1725—1775)
Утворена у 1708 році як Азовська губернія, що була перейменована на Воронізьку губернію в 1725 році.
До складу губернії входило 5 провінцій:
- Бахмутська
- Воронізька
- Єлецька
- Тамбовська
- Шацька

У 1765 році з південної частини Бєлгородської та Воронізької губерній було сформовано нову Слобідсько-Українську губернію з центром у Харкові; Бахмутську провінцію було розділено між Слобідсько-українською й Новоросійською губерніями, зі збереженням Бахмутської провінції у складі Новоросійської губернії.
У 1779 році, за адміністративної реформи Катерини ІІ, Воронізька губернія поділена на Воронізьке й Тамбовське намісництва. У 1793 році Азовська губернія разом із Новоросійською губернією ввійшла до Катеринославського намісництва.

### Воронізька губернія (1796—1928)
У 1796 році за адміністративною реформою Павла І відроджена з Воронізького намісництва Воронізька губернія, що проіснувала до 1928 року.

## Повіти
- Бірюцький повіт
- Бобровський повіт
- Богучарський повіт
- Валуйський повіт
- Воронізький повіт
- Задонський повіт
- Землянський повіт
- Коротоякський повіт
- Нижньодевіцький повіт
- Новохоперський повіт
- Острогозький повіт
- Павловський повіт

## Населення
| Рік  | Населення |
| ---- | --------- |
| 1766 | 832 700   |

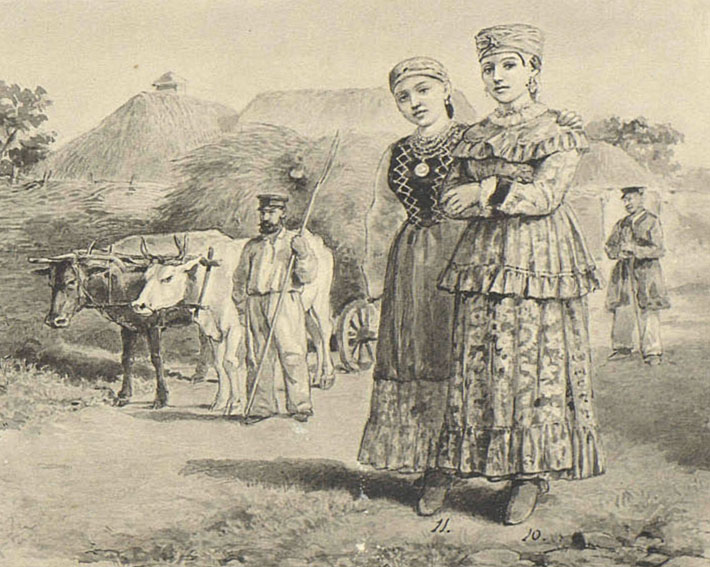
Українки з Бирюцького повіту Воронізької губернії. Кінець ХІХ століття

За працею російського військового статистика Олександра Ріттіха «Племенной состав контингентов русской армии и мужского населения Европейской России» 1875 року серед чоловіків призовного віку Воронізької губернії українців було 35,16 %, росіян — 64,35 %, інших національностей — 0,49 %; значна частка українців була серед чоловіків призовного віку Острогозького (90 %), Богучарського (73 %), Бірюцького (63 %), Валуського (43 %), Павлівського (39 %), Новохоперського (17 %), Бобровського (17 %) та Коротоякського (12 %) повітів.

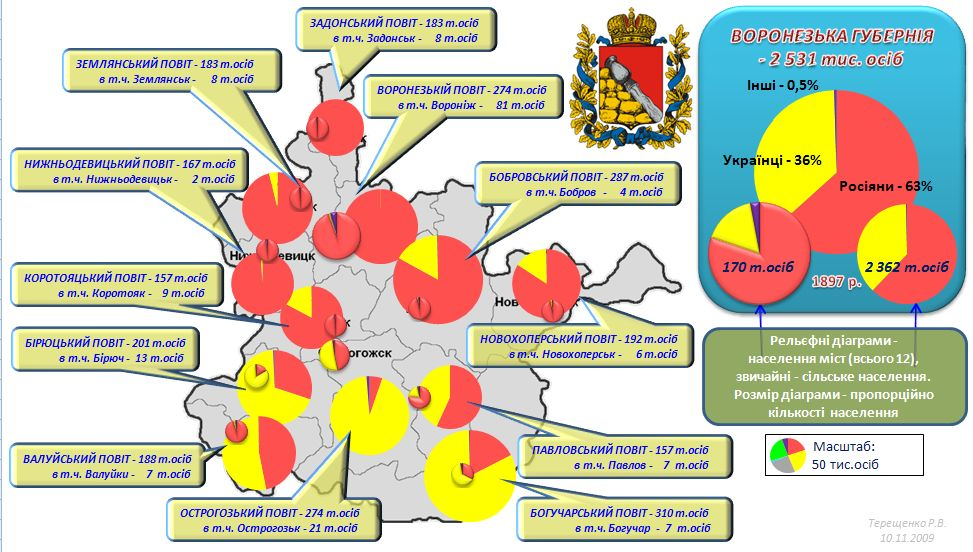
Населення Воронізької губернії згідно з переписом 1897 року
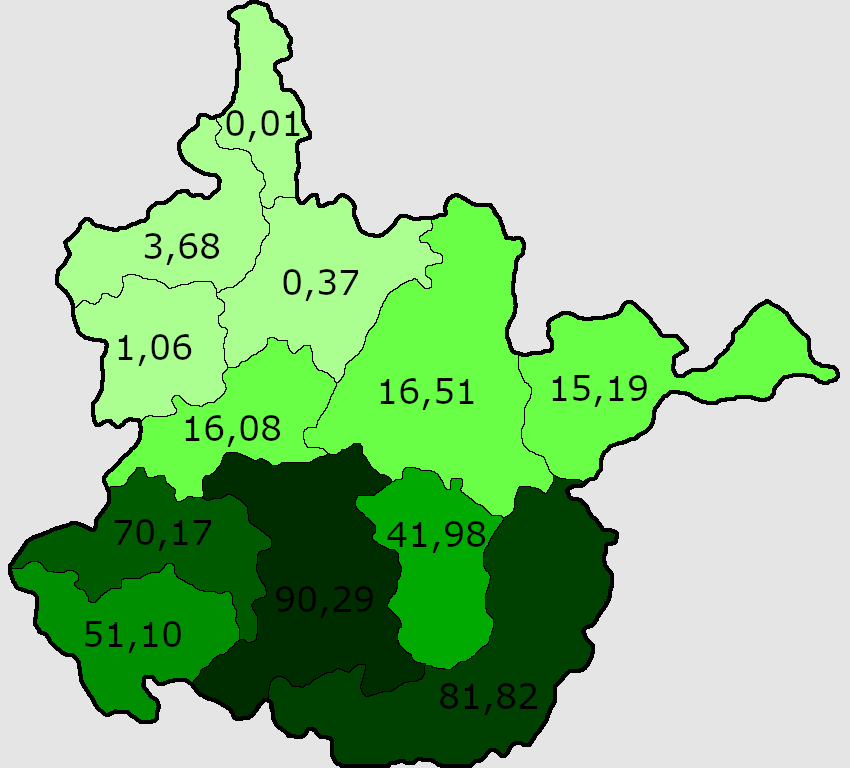
Частка українськомовного населення в повітах Воронізької губернії за даними перепису населення 1897 року

## Губернатори
- Ізмайлов Петро Васильович (лютий 1721 — березень 1725 рр.)
- Чернишов Григорій Петрович (березень 1725 — серпень 1726 рр.)
- вакансія
- Лихарев Іван Михайлович (грудень 1726 — вересень 1727 рр.)
- Ізмайлов Іван Петрович (11 вересня 1727 — 14 березня 1728 рр.)
- вакансія
- Мякінін Олексій Антонович (3 грудня 1734 — 25 серпня 1735 рр.)
- вакансія
- Урусов Григорій Олексійович (2 березня 1740 — 17 вересня 1741 рр.)
- Гур'єв Василь Михайлович (9 жовтня 1741 — березень 1744 рр.)
- вакансія
- Пушкін Олексій Михайлович (5 серпня 1747 — 23 серпня 1760 рр.)
- вакансія
- Жилін Федір Якович (18 липня 1761 — 27 березня 1763 рр.)
- Лачинов Олександр Петрович (7 квітня 1764 — квітень 1766 рр.)
- Маслов Олексій Михайлович (квітень 1766 — 25 лютого 1773 рр.)
- Шетнев Микола Лаврентійович (19 березня 1773 — липень 1775 рр.)[7]